# Mittleres Urad-Banner

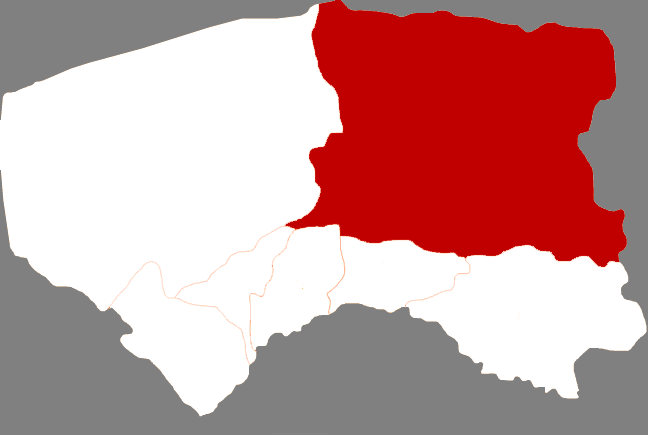
Lage des Mittleren Urad-Banners in Bayan Nur

Das Mittlere Urad-Banner (chinesisch 烏特拉中旗 / 乌拉特中旗, Pinyin Wūlātè Zhōng Qí; mongolisch: ᠤᠷᠠᠳ ᠤᠨ ᠳᠤᠮᠳᠠᠳᠤ ᠬᠣᠰᠢᠭᠤ Urad-un Dumdadu Qosiɣu) ist ein Banner der bezirksfreien Stadt Bayan Nur im Westen des Autonomen Gebiets Innere Mongolei im Norden der Volksrepublik China, hat eine Fläche von 22.606 km² und zählt 140.000 Einwohner (2004), wobei sein Hauptort die Großgemeinde Hailiut (海流图镇) ist.
Die Felsbilder des Yinshan-Gebirges der chinesischen Denkmalliste liegen zum Teil auf seinem Gebiet.